# Acacia amambayensis
Acacia amambayensis är en ärtväxtart som beskrevs av Emil Hassler. Acacia amambayensis ingår i släktet akacior, och familjen ärtväxter. Inga underarter finns listade i Catalogue of Life.